# Vitići
Vitići (cyr. Витићи) – wieś w Bośni i Hercegowinie, w Republice Serbskiej, w gminie Milići. W 2013 roku liczyła 30 mieszkańców.